# Antonín Kalvoda
Antonín Kalvoda (11. července 1907, Šlapanice, Rakousko-Uhersko – 4. prosince 1974, Praha, Československo) byl český akademický sochař. 

## Studia
Během let 1927–1929 studoval na škole uměleckých řemesel v Brně, poté odešel do Prahy. Zde byl přijat na Akademii výtvarných umění do třídy prof. Otakara Španiela, u něhož studoval v letech 1929–1934. V roce 1936 se umístil na druhém místě v soutěži na pomník Tomáše Garrigua Masaryka.

## Dílo
Různé další soutěže pak vyhrál; plastická výzdoba pražského Mausolea hrdinů (1947) či pomník Jiřího Wolkera v Prostějově (1949). Je též spoluautorem sochy rudoarmějce v Blansku, připomínající osvobození tohoto města Rudou armádou. Nedílnou součástí jeho tvorby byly též figurky zvířat (káně, srnec, hříbě). V roce 1955 vytvořil Kalvoda sochu rudoarmějce. Tato socha stávala v parku v Teplicích, kde ji zničil neznámý pachatel v noci na středu 7. května 2025.

## Galerie

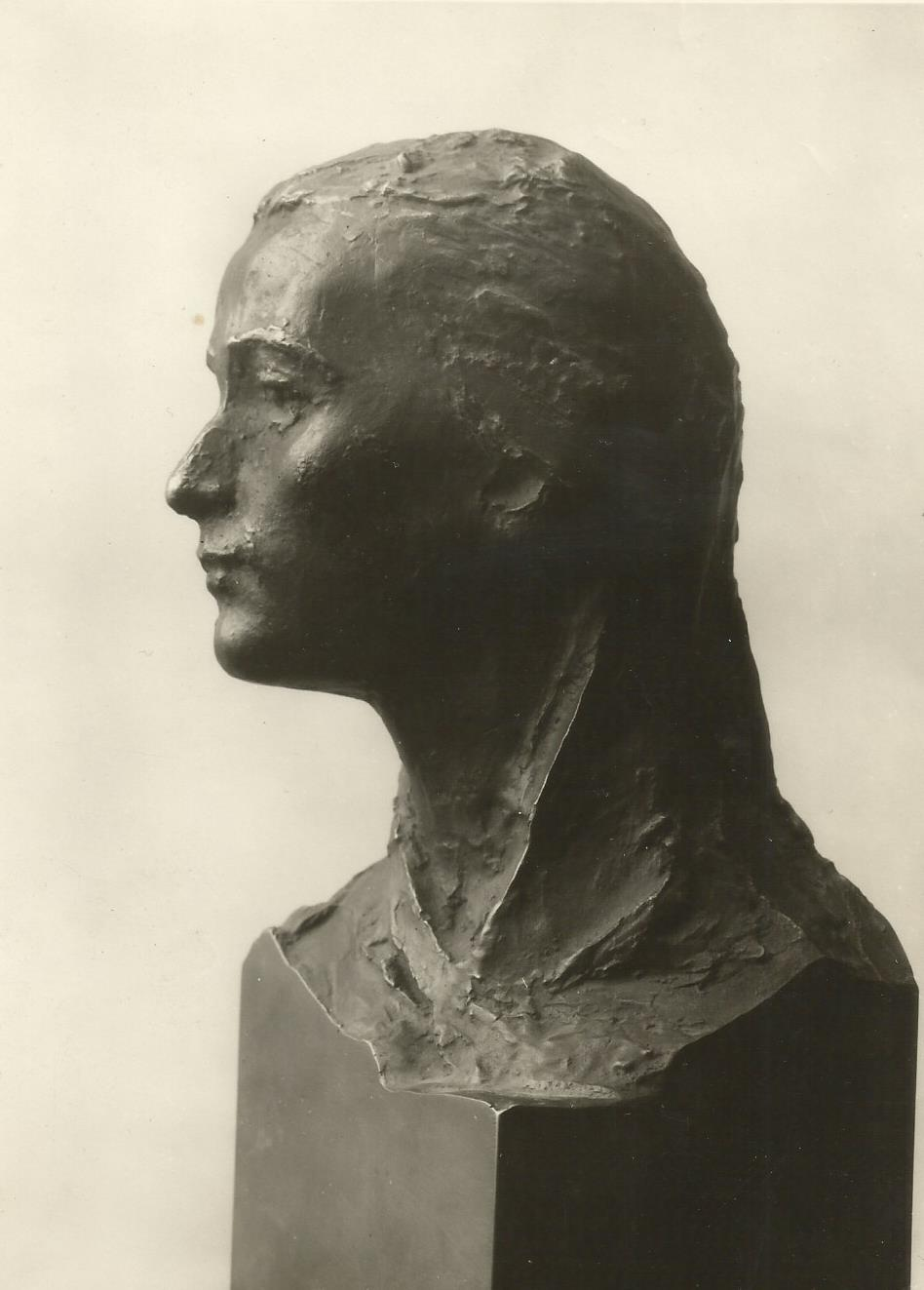
Božena Němcová
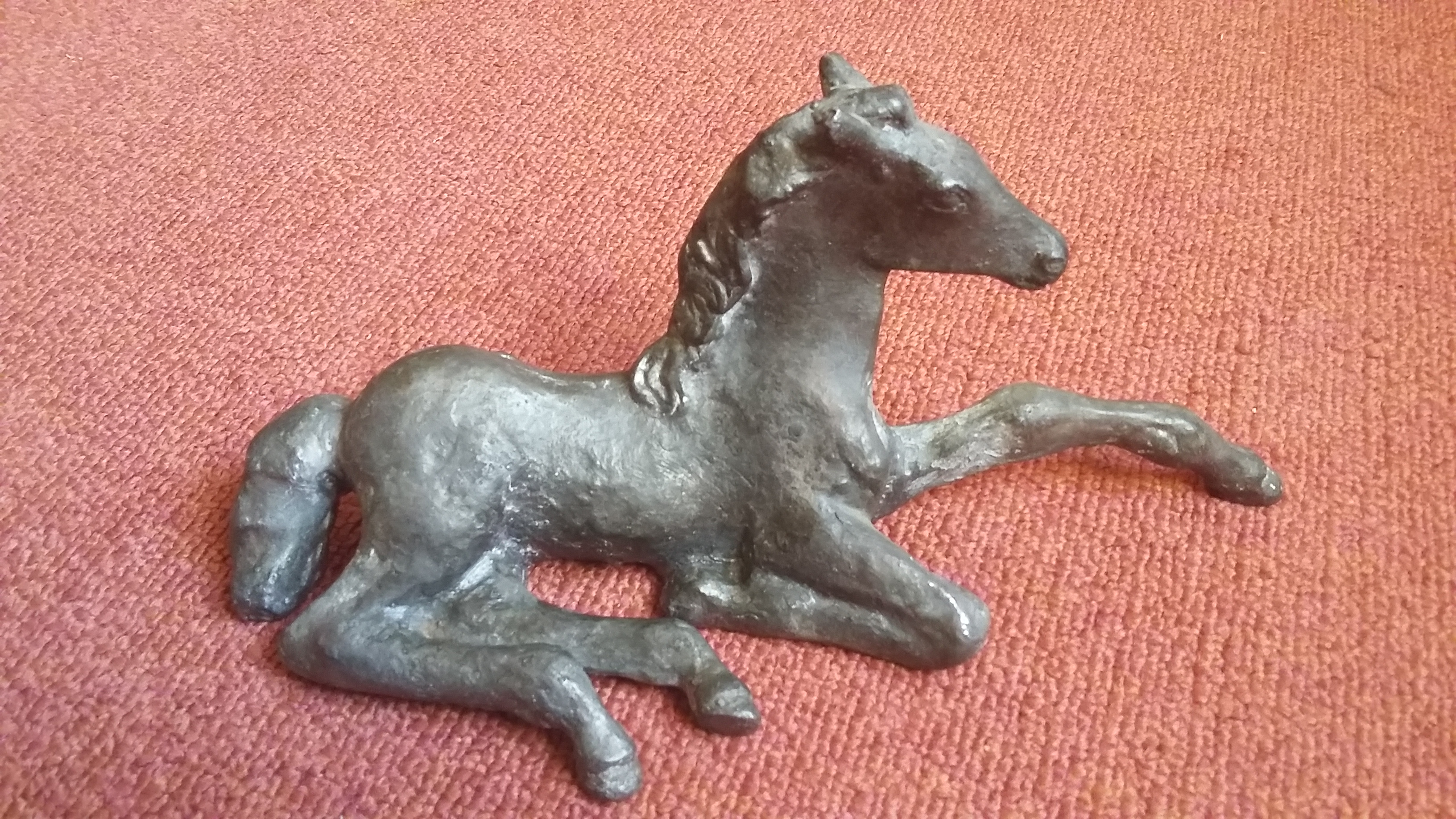
ležící hříbě
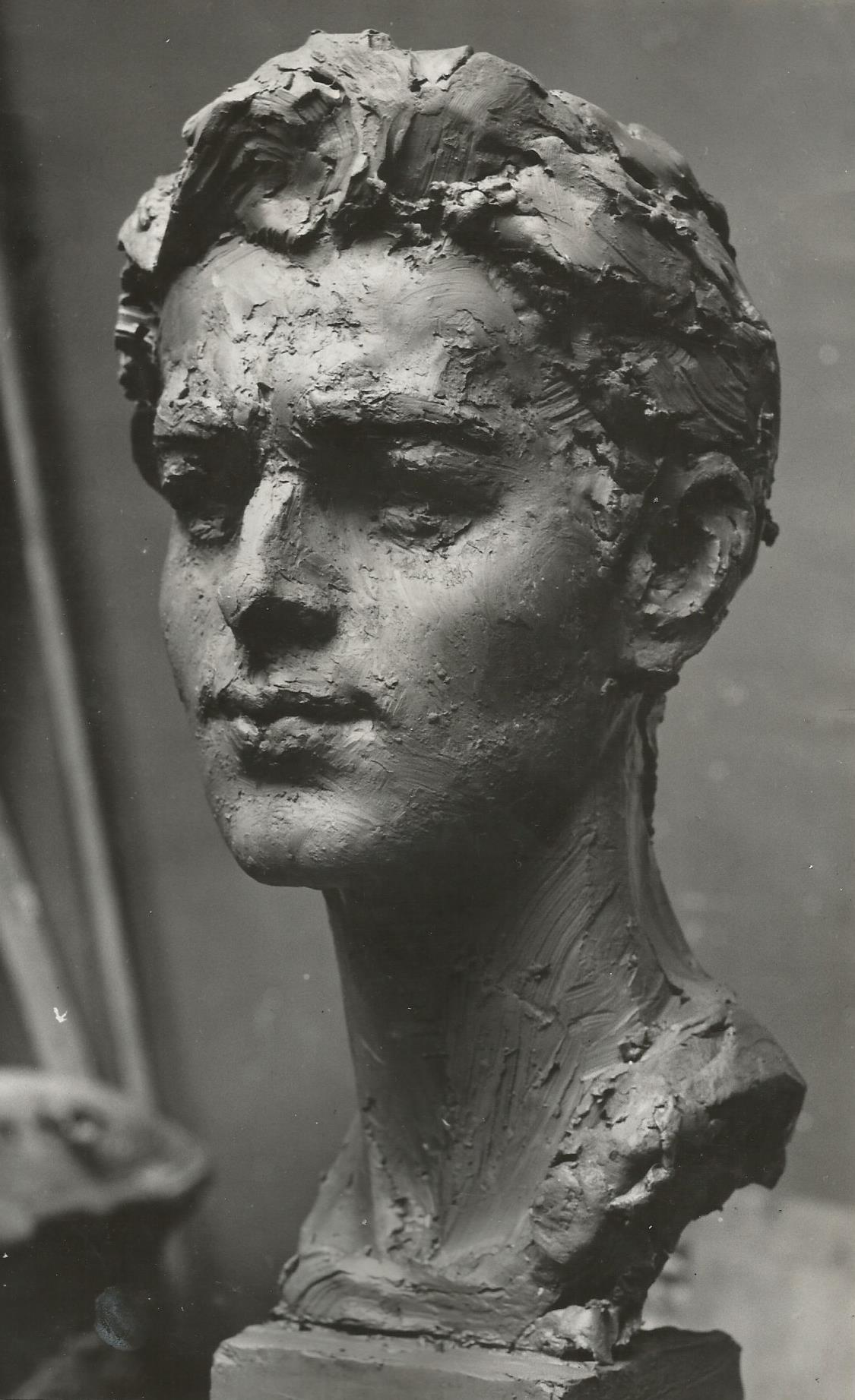
Jiří Wolker
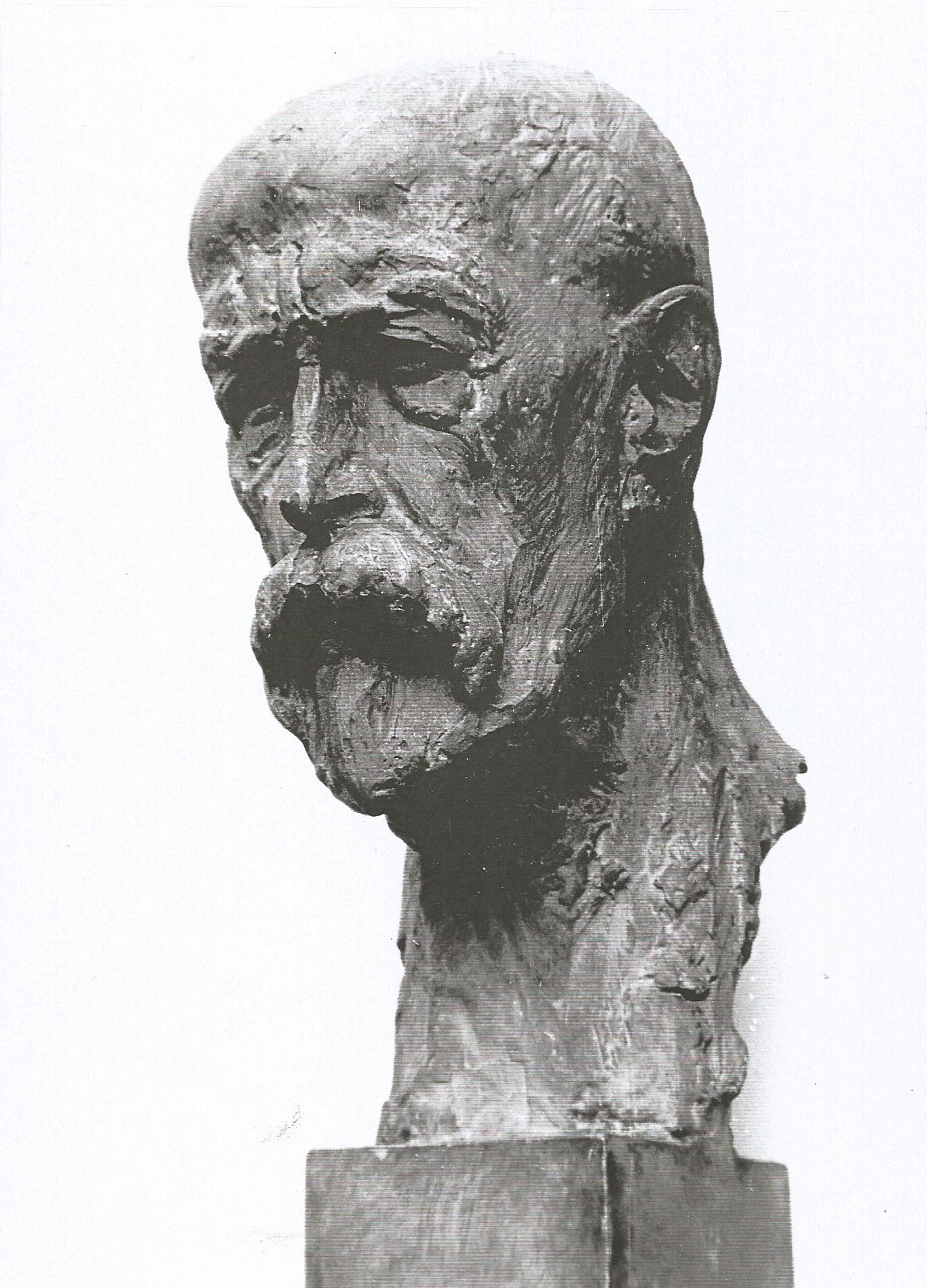
Tomáš Garrigue Masaryk